# Fichtenhainichen
Fichtenhainichen ist ein Ortsteil der Gemeinde Rositz Im Landkreis Altenburger Land in Thüringen.

## Lage
Fichtenhainichen befindet sich im nordöstlichen Gebiet des Ortes Rositz, nordöstlich der Bundesstraße 180 und nordwestlich von Altenburg. Die Gemarkung liegt im Altenburger-Zeitzer-Lösshügelland am Südrand der Leipziger Tieflandbucht.

## Geschichte

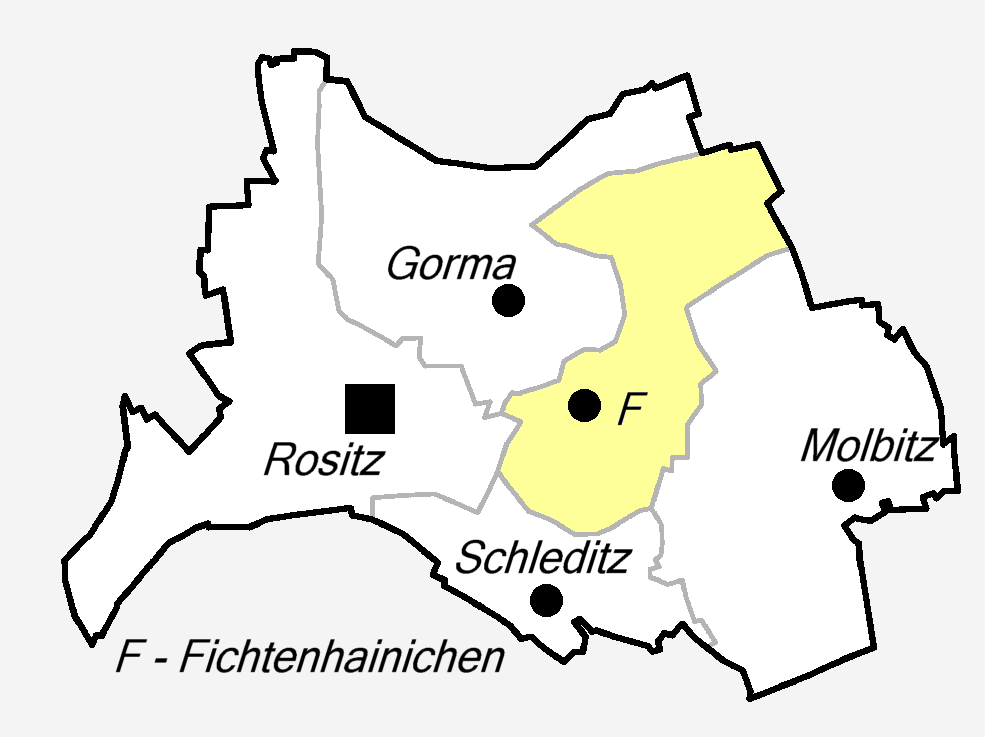
Lage von Fichtenhainichen in der Gemeinde Rositz

Das Dorf Fichtenhainichen wurde am 31. August 1331 als „Heynichen“ erstmals urkundlich genannt. Die Bezeichnung „Fichtenhainichen“ zur Unterscheidung zum nahe liegenden Ort Schnauderhainichen erhielt der Ort erst im Jahre 1501. Der Teil, der sich entlang der Zeitzer Chaussee (heute: Altenburger Straße) zieht, wird Neufichtenhainichen genannt. Dieser Ortsteil entstand erst Anfang des 20. Jahrhunderts.
Fichtenhainichen gehörte zum wettinischen Amt Altenburg, welches ab dem 16. Jahrhundert aufgrund mehrerer Teilungen im Lauf seines Bestehens unter der Hoheit folgender Ernestinischer Herzogtümer stand: Herzogtum Sachsen (1554 bis 1572), Herzogtum Sachsen-Weimar (1572 bis 1603), Herzogtum Sachsen-Altenburg (1603 bis 1672), Herzogtum Sachsen-Gotha-Altenburg (1672 bis 1826). Bei der Neuordnung der Ernestinischen Herzogtümer im Jahr 1826 kam der Ort wiederum zum Herzogtum Sachsen-Altenburg. Nach der Verwaltungsreform im Herzogtum gehörte Fichtenhainichen bezüglich der Verwaltung zum Ostkreis (bis 1900) bzw. zum Landratsamt Altenburg (ab 1900). Das Dorf gehörte ab 1918 zum Freistaat Sachsen-Altenburg, der 1920 im Land Thüringen aufging. 1922 kam es zum Landkreis Altenburg.
Am 1. April 1923 wurden Fichtenhainichen, Gorma und Schelditz (1924 wieder ausgemeindet) nach Rositz eingemeindet. Ausführliche Informationen zur weiteren Entwicklung des Dorfes geben die angegebene Literatur und der Hauptartikel Rositz.

### Geschichte des Braunkohlebergbaus
Im 17. Jahrhundert gibt es die ersten urkundlichen Nachweise des Braunkohlebergbaus in Fichtenhainichen. Um 1672/75 wurde bereits Braunkohle im Ort gefunden. Die Förderung im großen Stil setzte im zum Meuselwitz-Rositzer Braunkohlerevier gehörigen Ort jedoch erst im 19. Jahrhundert ein. Mit einer Mächtigkeit von 0,57 m hatte Fichtenhainichen das stärkste Flöz im Revier. Fichtenhainichen war bis 1900 ein kleines Bauerndorf, um das jedoch in der zweiten Hälfte des 19. Jahrhunderts mehrere Tiefbaugruben und Tagebaue existierten. Die ersten waren die „Louisengrube“, die durch eine Aktiengesellschaft finanziert wurde, und die „Karolinengrube“. Aus der „Louise“ wurde seit 1865 Braunkohle im Tagebau gefördert. Bei einer Belegschaft von 13 Personen förderte sie allein im Jahr 1871 167.000 Zentner Rohkohle aus der Erde. Im Jahr 1910 erfolgte die Stilllegung der Grube. Weitere Gruben um Fichtenhainichen waren die „Altenburger Kohlenwerke Nr. 19, 20, 22“ (1865–1958), die Grube „Germania Nr. 16“ (1874–1912) und die Grube „Neu-Rositz Nr. 145“ (1917–1942), die bekanntesten Gruben hießen „Vorwärts“ und „Neue Sorge“. Die Grube „Vorwärts“ besaß ihre eigene Bahn-Verlade-Station an die 1872 eröffnete Bahnstrecke Zeitz–Altenburg, mit der sie durch eine Drahtseilbahn verbunden war. Durch Umbau der seit den 1880er Jahren bestehenden Nasspresssteinfabrik erhielt Fichtenhainichen im Jahr 1909 eine moderne Brikettfabrik, die bis 1947 in Betrieb war. 1917 ging die Grube „Vorwärts“ in den Besitz der Rositzer Braunkohlenwerke AG über, bis sie 1923 stillgelegt wurde. Der 56 Meter hohe Schornstein der Brikettfabrik wurde im Jahr 1926 umgelegt.

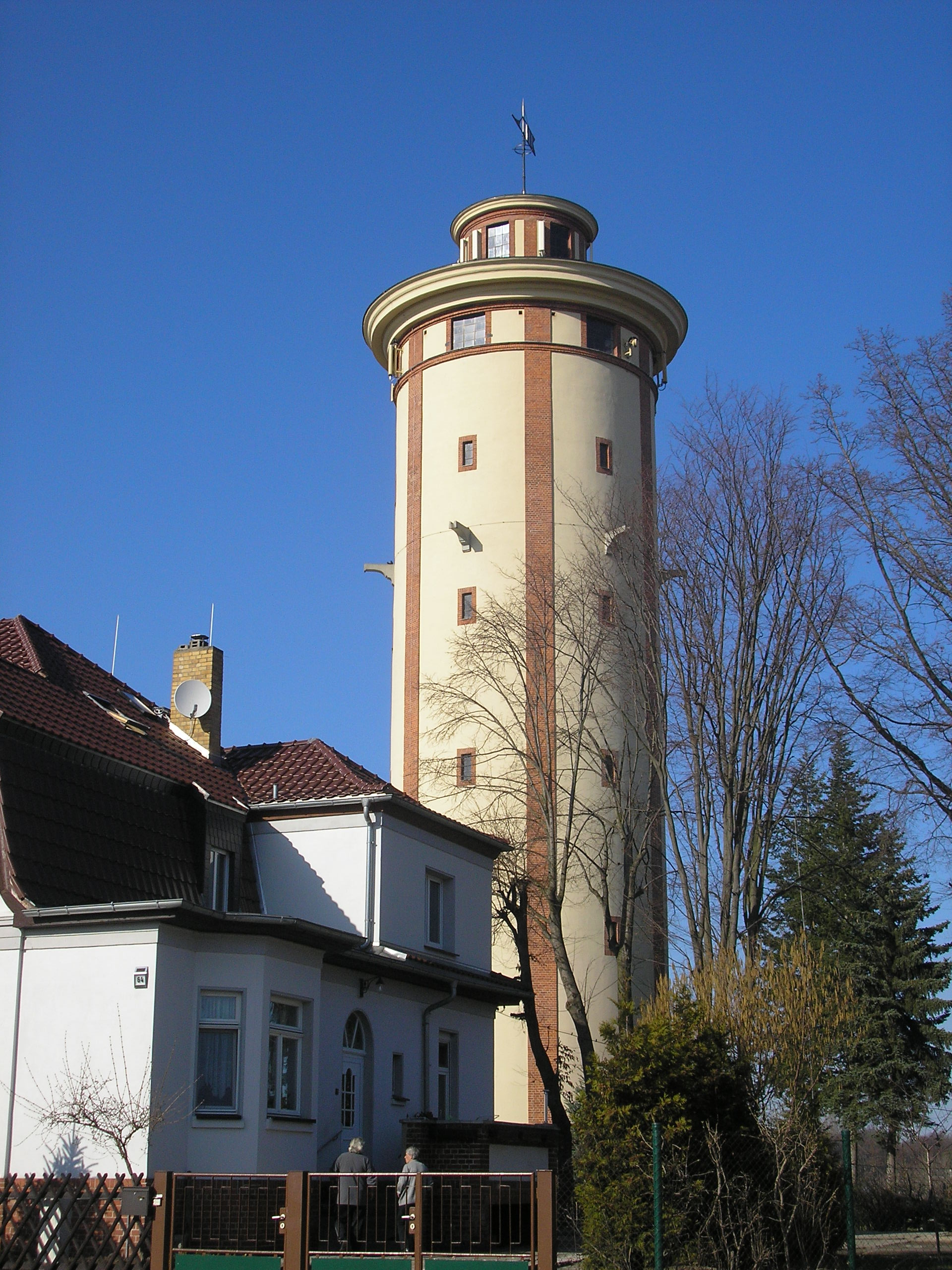
Wasserturm

Die jüngere Geschichte der Braunkohleindustrie im Ort war geprägt durch die Übernahme der Aktienmehrheit der maroden Rositzer Braunkohlenwerke Aktiengesellschaft durch den Großkonzern Deutsche Erdoel-Actiengesellschaft (DEA) im Jahr 1916. Bedingt durch die nach Autarkie verlangende Kriegswirtschaft im Ersten Weltkrieg nahm die DEA im Jahr 1917 auf der Flur von Fichtenhainichen ein Braunkohleveredlungswerk zur Herstellung von Dieselöl in Betrieb. Dies war die erste deutsche Teer-Raffinerie, in der aus Braunkohle überwiegend Heiz- und Treiböl für die deutsche Kriegsmarine gewonnen wurde. Bereits in den Anfangsjahren beschäftigte die DEA mehrere hundert Arbeiter aus dem gesamten Herzogtum Sachsen-Altenburg. Es erfolgten ständig umfangreiche Erweiterungs- und Neubauten, die auch mit Zukauf von Grundstücken einhergingen. Für die Arbeiter entstanden Wohnungen. Ebenfalls im Jahr 1917 wurde das Wahrzeichen von Rositz, der Wasserturm der Teerraffinerie Fichtenhainichen, erbaut. Um die Brikettversorgung der DEA sicherzustellen, erfolgte der Ausbau der Braunkohlenwerke durch Angliederung der „Vorwärtsgrube“, der Meuselwitzer Braunkohlen- und Brikettwerke AG und im August 1922 die Inbetriebnahme der Grube „Neue Sorge“ durch die DEA.
Während des Zweiten Weltkrieges wurden in und um Rositz acht Lager für Zwangsarbeiter eingerichtet, in denen mehr als tausend Zwangsarbeiterinnen und Zwangsarbeiter arbeiten mussten: für die Deutsche Erdöl AG (DEA), für die Rositzer Zuckerraffinerie, für die Firma K. Eisenrieth, für die Rositzer Kohlenwerke und für die Firma Curt Plützsch in Fichtenhainichen. Aufgrund der Teer-Verarbeitungsfabrik ist Rositz mit seinen Ortsteilen wohl der Ort im Altenburger Land, der im Zweiten Weltkrieg am meisten zerstört wurde. Am 16. August 1944 wurde das Werk der DEA so stark getroffen, dass über Tage hinweg eine Rauchwolke in mehreren Kilometern Höhe zu sehen war, ungefähr 70 Prozent des Werkes waren zerstört. Ein weiterer Bombenangriff auf das Werk erfolgte am 14. Februar 1945. Insgesamt starben bei beiden Angriffen 49 Menschen.
Nach dem Zweiten Weltkrieg wurde aus dem Werk der VEB Teerverarbeitungswerk Böhlen Betriebsteil Rositz, der um 1975 über 1.600 Arbeiter beschäftigte. Der Betrieb verarbeitete bis 1990 hauptsächlich Braunkohlenschwelteer zu Elektrodenkoks (Söderberg-Elektrode) und Heizöl und Diesel. Nach der politischen Wende 1990 setzte eine Sanierung der mit verschiedenen organischen Stoffen verseuchten Böden des Geländes der Teerfabrik ein. Die größte Altlast war dabei der Teersee, der seit 1998 schrittweise saniert wurde.
In den 1980er Jahren war die Wiederaufnahme des Braunkohleabbaus im Meuselwitz-Rositzer Braunkohlerevier geplant, welche aber nicht zur Ausführung kam. Dem geplanten „Tagebau Meuselwitz“ zwischen Meuselwitz und Rositz hätte ein Großteil des Gemeindegebiets von Rositz einschließlich eines Teils von Fichtenhainichen ohne die Raffinerie weichen müssen.